# 2017年中印军队洞朗对峙事件
2017年中印军队洞朗对峙事件是中华人民共和国与印度共和国的边防部队于2017年6月18日至8月28日在洞朗进行的军事对峙。
6月16日，中国开始修建延伸至洞朗地区的道路。18日，印度军队携带武器和推土机越过中印边境锡金段，进入洞朗地区，阻止中国军队“越過不丹邊境修路”，形成中印两国武装对峙。印度没有对洞朗地区宣称主权，以“支持不丹对该地区聲稱的主权”作爲印度部隊越境的理由。中国政府则指责印度侵犯中国领土主权。8月28日，印度外交部称，中印双方同意结束对峙。
8月29日，中国外交部称，将综合考虑天气等各方面因素，根据实际情况做好洞朗地区的建设规划。

## 背景

### 历史

洞朗及周边地区的地图

1949年，不丹与印度签订条约，同意印度指导其外交及国防事务，所以不丹的外交和国防仍受印度的控制，驻不丹印度军事训练队负责不丹军队的训练工作，而由于不丹没有国防部，IMTRAT实际上控制着不丹的国防，中不边界争议亦受到印度关注。
1998年，中、不两国在第12轮边界会谈期间签署了《中华人民共和国政府和不丹王国政府关于在中不边境地区保持和平与安宁的协定》。2016年8月11日，中国外交部副部长刘振民与不丹王国外交大臣丹曲·多吉在北京举行第24轮边界会谈。双方都表达了通过友好协商找到双方都能接受的边界问题解决方案。

### 地理
洞朗地区面积约100平方公里，中国將其劃為西藏自治区日喀则地区亚东县下亚东乡，与印度锡金邦交界。洞朗地区中部和东部都是森林河谷，地势崎岖，汽车无法通行。中方准备按照边防军传统的步行巡逻路线，沿相对平缓的多卡拉山口分水岭山脊东侧（中方一侧）向南继续修路。公路的新起点离不丹军队设置的蔗草场哨所（不丹称为Zomphlri）直线距离约为2.3公里。
印军的一个前哨据点占据了多卡拉山分水岭山脊分界线，距离中国公路新起点仅80米，距离中国工地仅四五十米。印军前哨据点后方400米处即为印度军营。印军在山脊上修建了巡逻公路和战壕体系。

## 经过
2017年6月1日，中国要求印度拆除中印边境锡金段附近的两座碉堡，遭到印度方面拒绝后，解放军于6月6日派出两台推土机铲除碉堡。6月16日，中國工程隊於洞朗地区開始修築一條道路。6月18日，印度軍隊约270人和2台推土机越過錫金段中印邊界，深入約3公里至工地現場與中國解放軍產生非武裝對峙，成為中印边境战争後55年來最重大雙邊事件。起初印度否認派軍，但中国外交部公布現場彩色照片後印度承認。中国驻印度大使馆提醒中国公民注意安全。中国外交部谴责印度所谓“三国交界点”的说法。
2017年6月29日，不丹因中国在不丹领土上修建道路，而向中国表示抗议，并且由于紧张局势加强了边境安全保护措施。同日，中方公布一份地图，根据该地图，直至吉姆马珍雪山的领土皆属中国，且其受《中英藏印條約》的支持。
7月3日，中方向印度表示，印度前总理贾瓦哈拉尔·尼赫鲁接受了《中英藏印條約》。7月5日，中国宣称，中不两国对边境地区的实际情况和边界线走向存在基本共识，即洞朗地区属于中国，两国之间没有任何争议。
7月中旬，中印对峙升级，央视披露中国某山地旅在西藏进行实弹演习。但雙方参与对峙的軍隊保持克制，未動用武器，兩國領導人也没有公開發言。
进入8月以后，中国政府机构及官方媒体的言论开始强硬并逐渐紧迫。2017年8月2日，中国外交部发表立场文件《印度边防部队在中印边界锡金段越界进入中国领土的事实和中国的立场》，表明中方的立场。随后，8月3日至4日凌晨，《解放軍報》、新华社、外交部、国防部、中国驻印度大使馆和《人民日报》在24小时内连续发表措辞强硬的报道和讲话。《解放军报》发表题为“中国领土主权绝不容侵犯”的评论员文章，并表示“中国人民珍爱和平，我们决不搞侵略扩张，但我们有战胜一切侵略的信心”，以及“人民军队将一如既往地坚决维护国家主权、安全、发展利益，坚决维护地区和世界和平”。新华社则於8月3日下午发表题为“给印度三点‘忠告’”的时评，劝告印方“一是希望印度不要强词夺理，不要胡搅蛮缠；二是希望印度尽快老老实实退回去；三是希望印度不要执意挑衅中国，与中国为敌没有好下场”。同时，中国外交部在答记者问时强调了四次“印方所为绝不是为了和平”。3日晚间11点，中国国防部发言人就此事发表谈话，表示“但善意不是没有原则，克制不是没有底线。印方要打消任何以拖待变的幻想”。在8月4日凌晨，中国驻印度大使馆举办媒体吹风会时“敦促印方不要低估中国政府和人民捍卫领土主权的决心”。随后《人民日报》发表了署名为钟声的题为《揭露印军非法越界真相》的评论文章。8月5日晨，《解放军报》再次发表“不要低估我捍卫领土主权的决心”的评论文章，警告印度当局“继续拒绝中国的善意，错误理解中国的克制，一条道走到黑，那么将会严重破坏地区的和平与稳定，导致更加严重的后果”。
15日，在中印边境西段的班公错地区，双方边防部队发生肢体冲突。双方各有人员在冲突中受伤。

## 结果
2017年8月28日，中印双方结束对峙，但没有对外说明各自具体接受了对方的什么条件。
同日，中国外交部发言人华春莹在例行记者会上表示，印度于当日14时30分将越界人员和设备全部撤回边界印方一侧，她还表示中国边防部队将继续在洞朗地区巡逻驻守。
也是在同一天，印度外交部第一份声明表示中国和印度在双方外交沟通后同意洞朗对峙地区的人员迅速脱离，又当天印度外交部发表第二份声明，表示根据外交沟通印度和中国双方各自在洞朗对峙地区的人员都在迅速脱离，他们正在核实这件事情。
8月29日，中国外交部发言人华春莹在例行记者会上回答相关问题表示，“中方已经表明，印方越界人员和设备已全部撤回边界印方一侧，中国边防部队继续在洞朗地区巡逻驻守。”她说，“中方将根据守边需要和现地情况调整和部署兵力。”在回答关于中方是否将继续修路的问题时，华春莹指出，“中方长期以来在洞朗地区进行包括道路在内的基础设施建设。我们将综合考虑天气等各方面因素，根据实际情况做好有关建设规划。”。
也是在8月29日，《印度时报》报道称，中国将在洞朗的修路机器搬走了。有分析称，中印对峙结束可能是金砖国家峰会即将举行；中印两国开战的可能性越来越大；印度国内骚乱、罢工不断等因素。8月31日，中国国防部表示，中国军队为推动洞朗事件妥善解决发挥重要作用。
8月29日，中国外交部称，将综合考虑天气等各方面因素，根据实际情况做好洞朗地区的建设规划。
9月中，《今日印度》报道称，中国军队依然驻守在洞朗地区，印度军队也没有远离，两军目前各有数量不详的人员留在这一地区，各自相距150米。此外，解放军还在山脊上修建了掩体，这引发两国再次对峙的担忧。10月8日，新德里电视台报道称，从卫星影像来看，在原对峙地点10千米外的地区，有中国工人在500名解放军士兵的保护下拓宽已有的公路。印度外交部随后声称，“目前这一地区形势维持现状”，否认了有关报道。但新德里电视台反驳称中方道路建设属实。
对峙事件结束后，中国已经在洞朗地区修建了可以容纳上千人的大型驻训基地，拥有各种堡垒和其它工事，并扩宽了通往洞朗的道路。

## 各方态度

### 中华人民共和国
中方認為，1890年的《中英藏印條約》已經將中印锡金段邊界明確划定。印度共和國與中華人民共和國成立后，雙方都已經確認該段邊界無爭議。前印度總理尼赫魯曾代表印度政府多次明確承認1890年中英條約確定了中國西藏同錫金之間的邊界。中方手中還有當年尼赫魯的親筆來信和文件。中方认为，印度這次從無爭議邊界過境形同外交毀約與背信。
2017年7月24日，中國外長王毅在曼谷會議對於此一事件發表明確訊息，指出“印军应老老实实退出去”。
7月25日，中国中央电视台專題節目對於此一事件作出明確、系统性和強硬的說法。央視评论员认为，印方的道路有威脅論非常可笑，若此理可通那中國只要認為韓國或日本的某種建設有威脅，也可以將軍隊派去日韓。还有评论指出，不丹終究不是印度的領土，至今不丹領導人未出面要求印度出兵，且透露中不關係勢頭良好所有邊界畫線基本都已經有共識只差簽約，無論中不兩國間有何事也輪不到印度來管。有观点认为，印度國內廢鈔令事件後社有所不穩，此時莫迪又在推動前所未有的全國稅制改革，將牽動無數地方勢力的利益，所以想創造外部矛盾轉移內部焦點，同時增加對美國談判的籌碼。还有评论员提出，印度許多媒體和官員所設想一些事態發展全都是「不切實際的幻想」永無可能，例如中共中央十九大前需要穩定、一帶一路需要穩定，所以會接受雙方同時撤軍、以放棄修路換撤軍、容忍對峙長期化等選項，這一類設想基本上全無可能性，也不必討論。印度只有一條路就是無條件撤軍。
7月26日，中国退役少將尹卓在央視上發表評論，認為印度諸多錯誤判斷是忘記了1962年的經驗。這次若還是執迷不悟，那中方也只好在恰當時機地點進行「反擊」，而當最後「印度遭到慘敗以後，受苦的只能是印度人民」。

### 印度
印度方面認為，中国建設的道路有軍事運輸能力，可能威脅印度通往東邊7個邦的「雞脖子」西里古里走廊地段，若是此一通道被掐斷可能7邦將成為飛地，同時當地長期有種種原因形成的獨立分裂勢力，還有領土爭議的阿鲁纳恰尔邦（即中方所稱的藏南地区），洞朗地区戰略意涵重大。
另一方面印度長期認為不丹是其附庸國，兩國間有印度對不丹的上對下外交指導協議。2015年起中不兩國對於未劃定邊界的談判進展順利很有可能建交或是發生事態變化，因此中國勢力開始往這一地區擴張印度先天有牴觸情緒。所以也有印度訊息表示這次是「替不丹出頭抵抗」。
7月初，印度陆军参谋总长拉瓦特（Bipin Rawat）声明，印度已准备好2.5线战争，也就是处理中国、巴基斯坦和国内安全。据印度报业托拉斯（PTI）报道，印度总理办公室国务部长吉坦德拉·辛格在8月12日被问到“中国威胁印度撤军”问题时称，“印度已经完全做好准备应对任何挑战”，并称印度政府对正在采取的措施有信心。
《印度时报》8月28日报道称这是对印度在邻国承诺一次考验，并称中印双方都把军队人员移出对峙地区。

### 不丹
2017年6月29日，不丹驻新德里大使向中国抗议，強調洞朗是不丹領土，中國在不丹領土內修築道路，已直接違反雙方協定，此舉將影響兩國劃定邊界的進程。希望中方恢復洞朗地區在6月16日前的原狀。不丹強調，兩國仍有邊界未定，其談判仍在進行中。由于紧张局势，不丹加强了边境安全保护措施。
《不丹新闻网》曾发表法律顾问旺查·桑杰（Wangcha Sangey）的文章，指责印度一直以来用“铁腕政策”，通过对不丹经济等方面的控制，阻挠中不之间的边界谈判。
8月9日，印度报业托拉斯引述中國外交部邊海司副司長王文麗沒有根據的主張，稱不丹方面通过外交途径向中国传达的信息是：“印军越界事件发生后，不丹方面非常清楚地告诉中国该事件发生地不属于不丹领土，不丹人也很奇怪为什么印度边境部队会进入中国领土。”该观点在不丹国家媒体及权威论坛上很普遍，那上面有“更有说服力的信息”。
8月10日，印度时报报道称，不丹政府否認王文麗的說法，依舊堅持6月29日不丹政府發布的官方聲明，称洞朗是不丹领土非中国领土，该消息也被中国大陆官方媒体环球网转载。

### 美国
7月19日，美国国务院发言人希瑟·诺尔特称，“美国对正在进行的局势表示关切”。美国相信前方唯一出路就是双方通过对话解决问题，“双方应该为了和平，合力谋求更好的解决方案。”

## 观点
印度外秘苏杰生说，双方拥有很长的边界线，且都未实际划定，出现了分歧都可以像以前那样得到解决。中国外交部发言人耿爽7月12日例行记者会上表示，锡金段边界是目前唯一一段已经划定的中印边界，印军此次越界“与以往双方边防部队在未定界地区发生的摩擦有本质区别”。
印度声称这是中国、印度和不丹的三方问题。研究1962年中印边境战争的权威战史专家、澳大利亚籍英国记者马克斯维尔（Neville Maxwell）说，此次冲突的地区是中印之间仅有的一段无争议边界。按1890年《中英会议藏印条约》定下的边界来看，印军指挥官，不管是擅自行动还是遵守上级命令，确实指挥士兵进入了中国领土。但马克斯维尔说，不丹并非真正独立，而只是印度控制下的傀儡。印度有一个旅的军队永久驻扎在不丹境内。